# Бургтеатр
«Бу́ргтеатр» (нем. Burgtheater) — придворный театр в Вене.

## История

### «Старый Бургтеатр» наМихаэлерплац
Изначально Бургтеатр размещался в бальном зале, который император Фердинанд I построил в нижнем саду Хофбурга в 1540 году после того, как старый бальный зал сгорел во время пожара в 1525 году. Здесь играли в «Jeu de Paume» (предшественник современного тенниса) до начала XVIII века. 14 марта 1741 года императрица Мария Терезия, которая распорядилась запретить театральные представления после смерти своего отца, дала разрешение «предпринимателю королевских придворных опер» и арендатору Кернтнертортеатра, построенного в 1708 году, Йозефу Карлу Селье использовать бальный зал, преобразовав его в театр. В то же время в непосредственной близости был построен новый бальный зал, который и дал название нынешней площади Бальхаусплац (Ballhausplatz).
В 1748 году рядом с замком был открыт театр. В 1756 году был проведён его капитальный ремонт, в том числе была возведена новая задняя стена. Зрительный зал старого Бургтеатра, полностью деревянный, вмещал около 1200 зрителей. Императорская семья могла попасть в свою ложу прямо из императорских покоев, с которыми Бургтеатр был связан. Премьера нескольких произведений Кристофа Виллибальда Глюка, Людвига ван Бетховена, Вольфганга Амадея Моцарта («Похищение из сераля» (1782), «Свадьба Фигаро» (1786) и «Так поступают все» (1790)) и Франца Грилпарцера состоялись на старой сцене на Михалерплац. В течение XVIII и XIX веков был одним из наиболее престижных театров германоязычного мира. В середине XVIII века «первой парой» балетной труппы театра были танцовщики Тереза Фольяцци и Гаспаро Анджолини. Последний также работал здесь как балетмейстер в сотрудничестве с композитором К.-В. Глюком.
17 февраля 1776 года император Иосиф II объявил театр Немецким национальным театром. Именно он своим указом постановил, чтобы пьесы не были посвящены печальным событиям, дабы не расстраивать высокопоставленную публику. В результате пришлось изменить многие произведения и дать им «счастливый конец», такие, например, как «Ромео и Джульетта» или «Гамлет». С 1794 года театр получил название «Императорско-королевский Придворный театр рядом с замком» (k.k. Hoftheater nächst der Burg).
В 1798 году поэт Август фон Коцебу был назначен директором Бургтеатра, но после конфликтов с актёрами он покинул Вену в 1799 году. Под руководством режиссёра Йозефа Шрейфогеля в качестве нового сценического языка в театре был введён немецкий язык вместо французского и итальянского.
Последний спектакль состоялся в старом доме 12 октября 1888 года. В 1890-1898 годах театром руководил  Макс Буркгардт.
Труппа Бургтеатра переехала на новую площадку на Ринге. Старый Бургтеатр должен был уступить место северному фасаду Хофбурга, известному как Michaelertrakt. Йозеф Эмануэль Фишер фон Эрлах составил план этой достройки почти за 200 лет до того, как старый Бургтеатр был снесен. Точная (но уменьшенная) копия театрального зала, построенная в 1817 году, находится в Оравите, Румыния.

### Новое здание на Ринге
В октябре 1888 года театр был переведён в новое здание на Рингштрассе напротив Ратуши, построенное 1874–1888 годах в стиле неоренессанса с элементами необарокко по совместному проекту архитекторов Готфрида Земпера (общий план) и Карла фон Хазенауэра (фасад), которые уже вместе работали над проектом Имперского Форума (Kaiserforum) в Вене. По первоначальному плану 1869 года Бургтеатр располагался таким образом, чтобы напрямую соединяться с новым Кайзерфорумом. Хофбург (Императорский дворец) был соединен с новым зданием театра туннелем, который сейчас замурован, так что император и члены двора могли доехать до театра под землей на карете.
Строительство началось 16 декабря 1874 года и длилось 14 лет, в течение которых архитектурный дуэт распался. Уже в 1876 году Земпер уехал в Рим из-за проблем со здоровьем и позволил реализовать свои идеи Хазенауэру самостоятельно, тот же стремился в первую очередь создать роскошно оформленный театр с преобладанием в зрительном зале мест в ложах. Интерьер Бургтеатра был декорирован в стиле необарокко.
Известный венский художник Густав Климт вместе со своим братом Эрнстом и Францем Матчем расписал потолки двух лестниц нового театра в 1886–1888 годах. Фирма Климтов—Мача получила заказ на декорирование Бургтеатра после создания росписей в городских театрах Фиуме и Карлсбад, а также в Национальном театре Бухареста. На лестнице, выходящей на кафе Landtmann (Erzherzogstiege) Густав Климт изобразил артистов Античного театра Таормины на Сицилии. На лестнице со стороны Volksgarten (Kaiserstiege, потому что этот подъезд был зарезервирован для императора) — Лондонский театр «Глобус» и финальную сцену из «Ромео и Джульетты» Уильяма Шекспира. Над входом в зрительный зал можно увидеть сцену «Мнимого больного» Мольера. На заднем плане художник написал себя в компании двух своих коллег. Императору Францу Иосифу настолько понравились росписи потолков, что он наградил членов труппы художников Климта «Золотым крестом за заслуги».
Внешне новое здание с двумя крыльями с парадными лестницами, довольно нетипичными для театральных зданий, напоминает дрезденскую Оперу Земпера. Две монументальные лестницы архитектурно уравновешивают широкий фасад Новой Ратуши, расположенной напротив. Над центральным крылом размещена лоджия, обрамленная двумя боковыми крыльями и разделенная сценой с двускатной крышей и зрительным залом с шатровой крышей. Статуя Аполлона, восседающего на троне между музами драмы и трагедии, украшает фасад центрального здания. Над входами помещены фризы с изображениями Вакха и Ариадны. На фасаде можно увидеть портретные бюсты драматургов Кальдерона, Шекспира, Мольера, Шиллера, Гёте, Лессинга, Хальма, Грильпарцера и Хеббеля. Маски, которые также использованы в декоре, отсылают к античному театру, а боковые крылья украшены аллегорическими изображениями: Любовь, Ненависть, Смирение, Властолюбие, Эгоизм и Героизм.

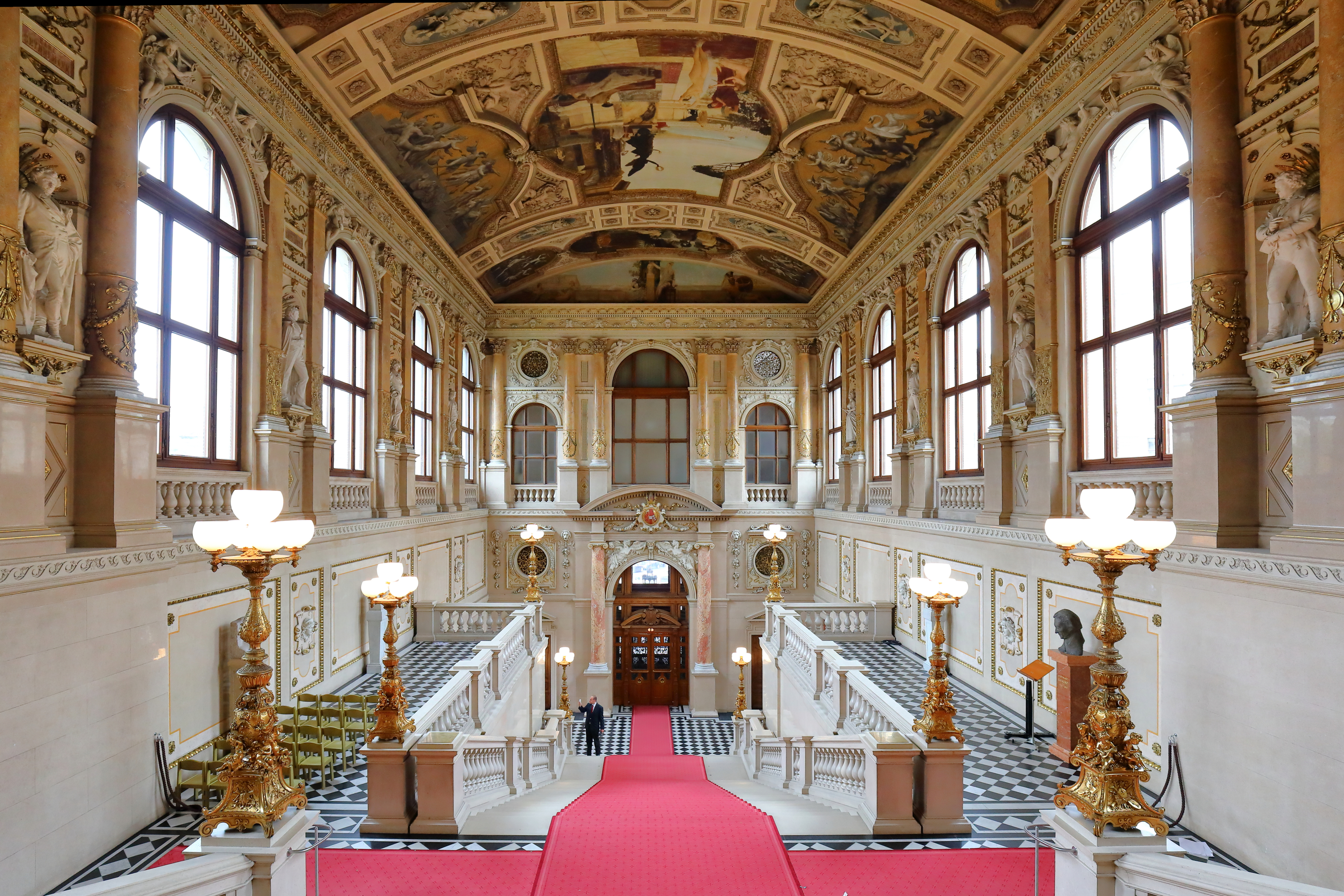
«Фестивальная лестница» в северном крыле
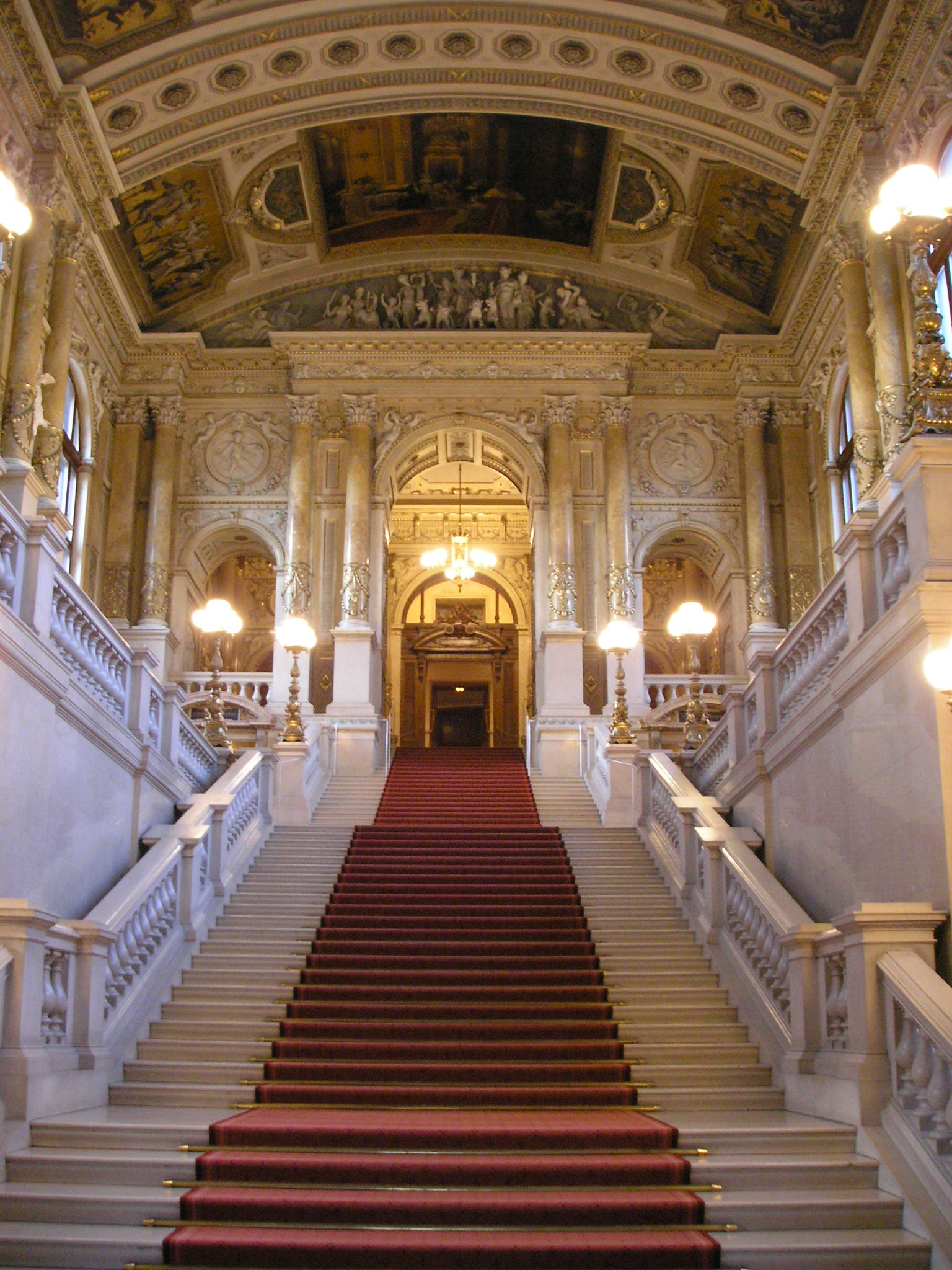
«Лестница кайзера» в южном крыле
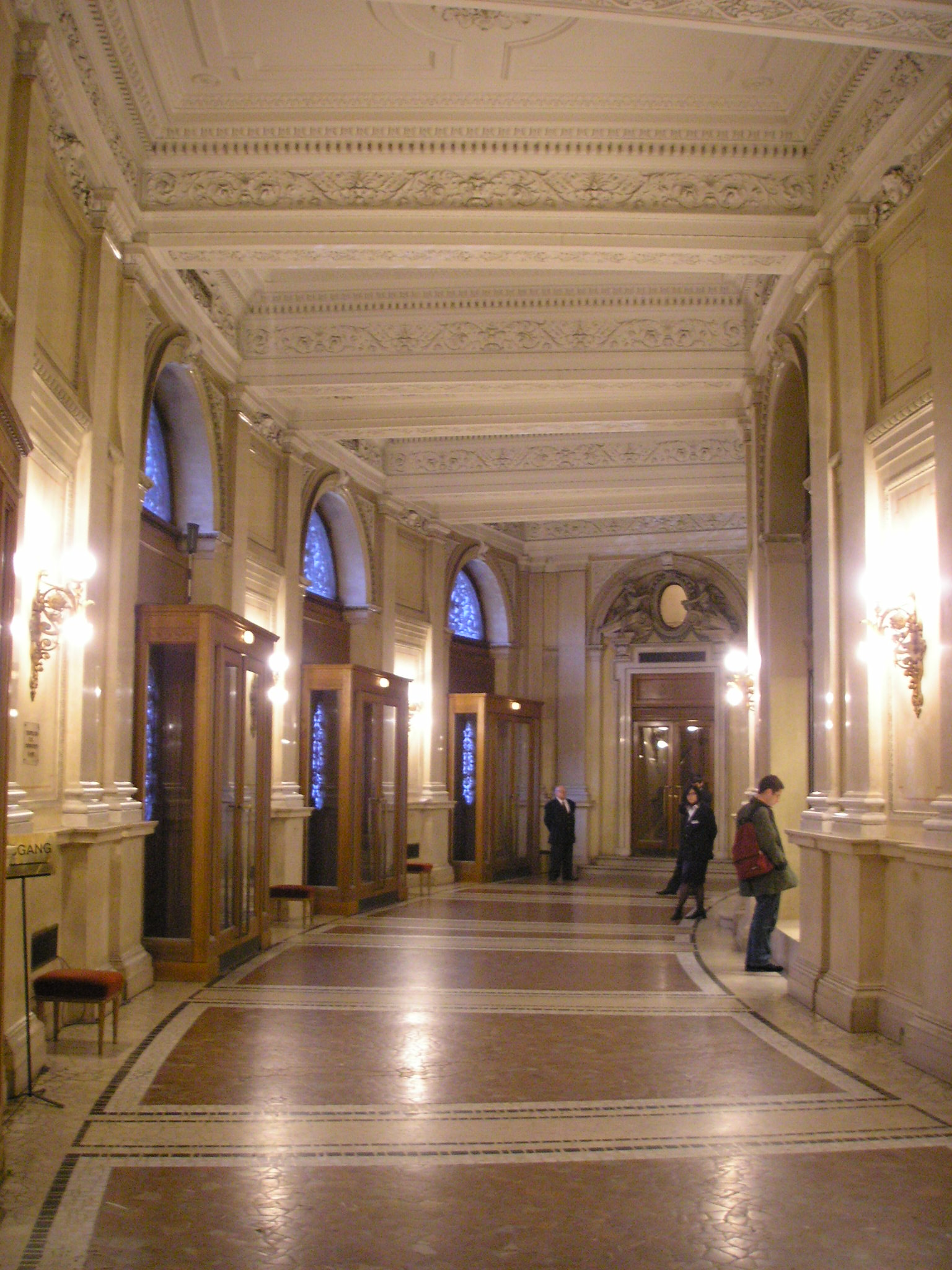
Фойе
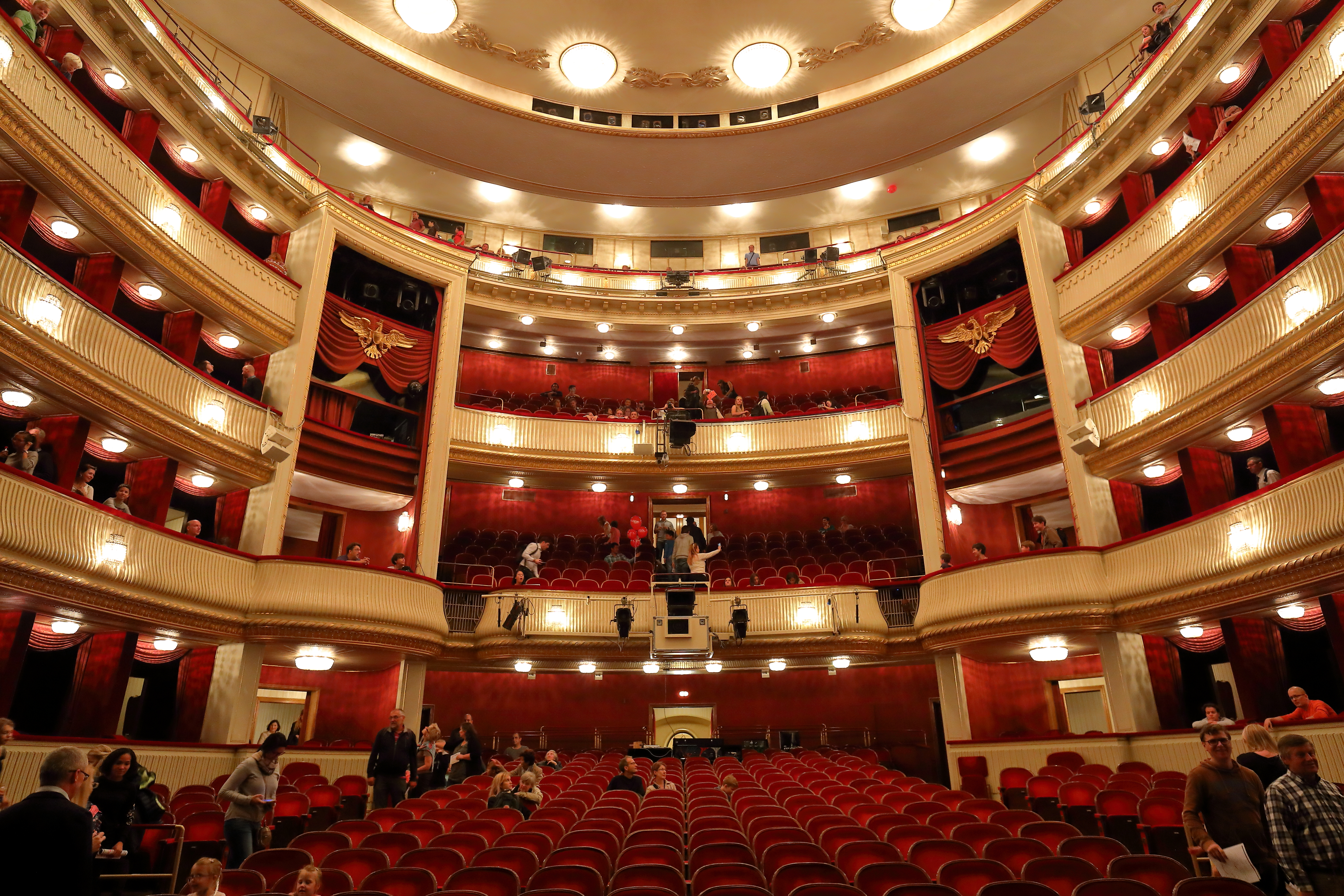
Зрительный зал. Проект Михеля Энгельхарта

На основной сцене театра шёл классический репертуар, а постановки пьес современных авторов проходили преимущественно на сцене филиала, в «Академитеатре» (Akademietheater). Новая сцена Бургтеатра открылась премьерами драм Гильпацера «Эсфирь» и Шиллера «Лагерь Валленштайна».
Бургтеатр изначально был хорошо принят венцами из-за своего великолепного внешнего вида и технических новшеств, таких как электрическое освещение, но вскоре стало понятно, что в зале театра плохая акустика. В 1897 году для ликвидации проблемы зал был перестроен. Новый театр стал важным местом общественной жизни и вскоре стал одним из «святилищ» венцев. В ноябре 1918 года руководство театром было передано от главного императорского распорядителя новому государству — Германской Австрии.
Хотя с 1919 года театр назывался Бургтеатром, старая надпись K.K. Hofburgtheater все еще остаётся над его главным входом. Некоторые картины из старой портретной галереи были вывешены в новом здании и их можно увидеть и сегодня, хотя их пришлось надставить, чтобы они «вписались» в интерьер с высокими потолками. Места этих «дополнений» выделены тонкими линиями на холстах.
В 1922—1923 году Академический театр был открыт как камерная сцена Бургтеатра. 8 мая 1925 года Бургтеатр вошел в австрийскую криминальную хронику, когда в его здании Менча Кырничева стреляла в Тодора Паницу.

## Бургтеатр во времена национал-социализма
В 1939 году в издательстве Адольф Люзер была опубликована крайне антисемитская книга театроведа Хайнца Киндерманна «Бургтеатр. Наследие и миссия национального театра». В своей работе Киндерманн проанализировал, среди прочего, «еврейское влияние» на Бургтеатр. 14 октября 1938 года, по случаю 50-летия открытия Бургтеатра, была показана постановка Карла-Хайнца Штроукса «Дон Карлос», в которой были проведены явные параллели с идеями национал-социализма. Роль маркиза Позы исполнил тот же Эвальд Бальзер, который годом ранее в другой постановке «Дона Карлоса» (Хайнца Хильперта) в Немецком театре демонстративно обратился в сторону ложи Йозефа Геббельса со словами: «Дайте свободу мысли!». Актер и режиссер Лотар Мютель, который был директором Бургтеатра с 1939 по 1945 год, поставил в 1943 году «Венецианского купца», в котором Вернер Краусс изобразил еврея Шейлока с явно антисемитских позиций. Тот же постановщик после войны поставил притчу Лессинга «Натан Мудрый». Адольф Гитлер только однажды посетил Бургтеатр в 1938 году, позже он, опасаясь покушения, не бывал в нём.
Актерам и работникам театра, которые были классифицированы как «евреи» в соответствии с Законом о гражданстве Рейха 1935 года, вскоре запретили выступать; им предоставили отпуск, уволили или арестовали. Между 1938 и 1945 годами коллектив Бургтеатра не оказал сколько-нибудь заметного сопротивления нацистской идеологии, программа подверглась жесткой цензуре, лишь немногие активно присоединились к сопротивлению. Например, Юдит Хольцмайстер (которая в то время играла и в Фолькстеатре) или актер Фриц Леманн. Многим работникам-евреям была оказана помощь в эмиграции; один из актёров театра, Фриц Страсный, погиб в концентрационном лагере. 

## XX век
После того как во время Второй мировой войны здание театра было практически полностью уничтожено бомбардировками союзников в 1945 году, театр располагался в бывшем варьете «Ронахер». Здание было восстановлено в 1953—55 годах.
Благодаря активной деятельности Клауса Паймана, возглавлявшего театр с 1986 по 1999 год, «Бургтеатр» выдвинулся в число ведущих европейских театров. В нём проходили премьеры новых пьес Т. Бернхарда, Э. Еллинек, П. Хандке, Петера Туррини.
В разные годы в театре работали актёры: Иоганн Брокман, Шарлотта Вольтер, М. Девриент, Г. Реймерс, А. Хейне, Р. Аслан, Э. Бальзер, Ф. И. фон Гольбейн, М. Эйс, X. Блейбтрей, Отто Треслер, Э. Вольгемут, Роза Альбах-Ретти, Йозеф Кайнц, Вернер Краус (1930-40-е гг.); Карл Крюгер, А. Скода, П. Вессели, А. Хербигер, А. Шмид, К. Гольд, К. Дорш, А. Геснер, Хелен Тимиг, Герман Тимиг, В. Кова (ок. 1960); Клаус Мария Брандауэр, Клаус Пайман, Бруно Ганц, Ульрих Тукур, Каролина Петерс, Сюзанн Лотар (2000-е гг.)

## Постановки

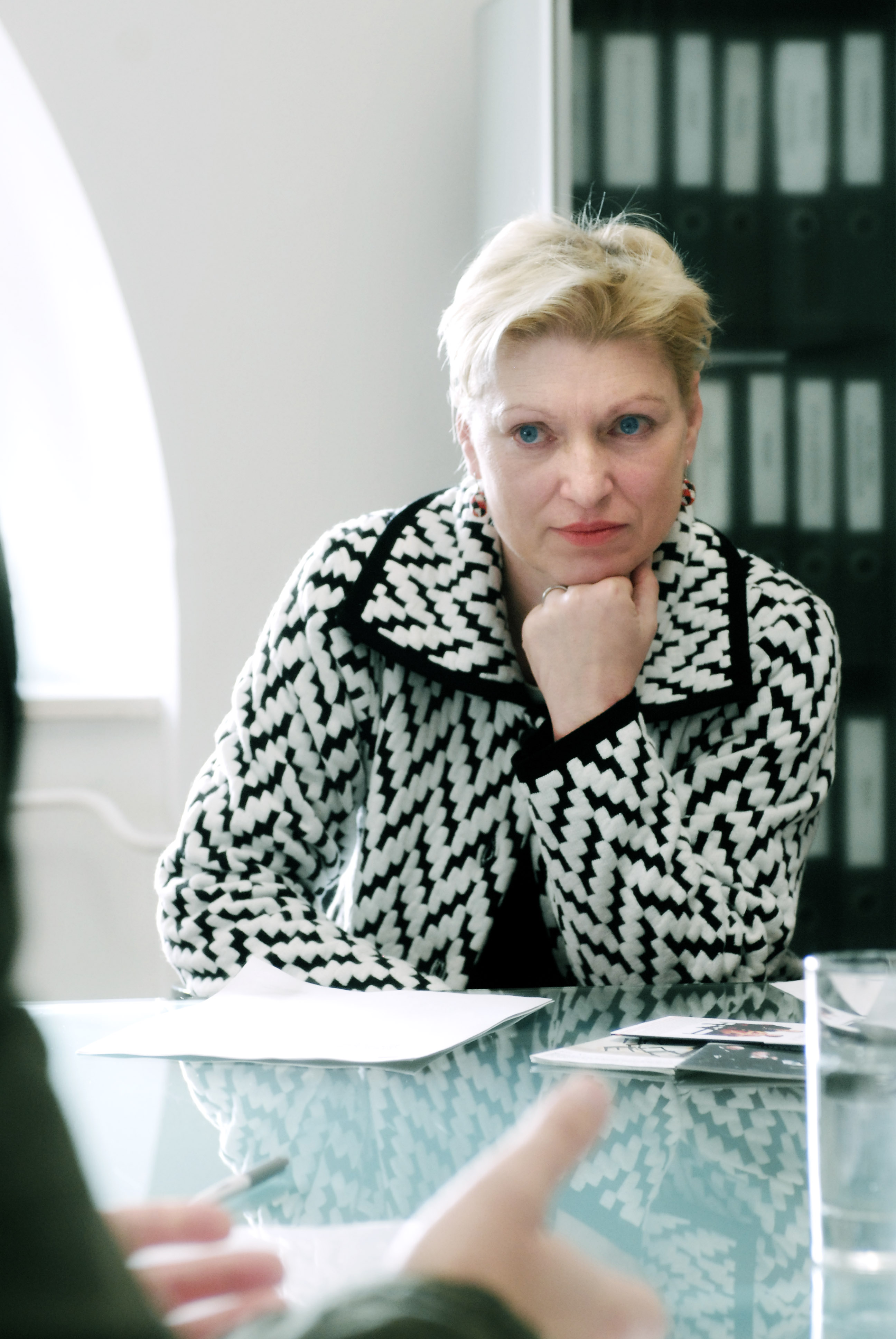
Бергман, Карин, директор Бургтеатра с 2014 года

- 28 марта 1801 — «Творения Прометея, или Могущество музыки и танца», балет Людвига ван Бетховена, либретто и постановка Сальваторе Вигано. Спектакль выдержал 28 представлений.
- 1928 — «Живой труп» Л. Н. Толстого
- 1929 — «Анна Каренина» по Л. Н. Толстому
- 1943 — «Венецианский купец» У. Шекспира. В роли Шейлока — В. Краус.
- 1946 — «Горе от ума» А. С. Грибоедов
- 1946 — «Натан Мудрый» Г. Э. Лессинга
- 1946 — «Калипсо» Ф. Т. Чокора
- 25 октября 1955 — «Счастье и гибель короля Оттокара» Ф. Грильпарцера (открытие восстановленного здания).
- 1956 — «Мария Стюарт» Ф. Шиллера (реж. Л. Линдтберг)
- 1956 — «Нора» Г. Ибсена (реж. Э. Бальзер)
- 1958 — «Фауст» И. В. Гёте (реж. А. Ротт)
- 1958 — цикл пьес Ф. Грильпарцера (реж. Э. Лотар и Л. Линдтберг)
- 1985 — «Преступление и наказание» по Ф. М. Достоевскому (реж. Ю. П. Любимов)
- 1986 — «Ревизская сказка» по Н. В. Гоголю (реж. Ю. П. Любимов)
- 1987 — «Ричард III» У. Шекспира (реж. К. Пейманн)
- 1988 — «Площадь героев» Т. Бернхарда (первое исполнение пьесы; реж. Клаус Пайман)
- 1994 — «Пер Гюнт» Г. Ибсена (реж. К. Пейманн)
- 1994 — «Привал, или Этим все занимаются» Э. Еллинек («Академитеатр»; первое исполнение пьесы; реж. К. Пайман)
- 2001 (?) — «Чайка» А. П. Чехова (реж. Л. Бонди)
- 2007 — «Король Лир» У. Шекспира (реж. Л. Бонди)